# Nguyễn Thị Thanh Hà (đại biểu Quốc hội)
Nguyễn Thị Thanh Hà (sinh 1954) là đại biểu Quốc hội Việt Nam khóa 12, thuộc đoàn đại biểu Bến Tre.

## Tiểu sử
Nguyễn Thị Thanh Hà sinh ngày 9 tháng 12 năm 1954, người dân tộc Kinh, không theo tôn giáo nào, quê quán tại xã Bình Hòa, huyện Giồng Trôm, tỉnh Bến Tre.
Bà có trình độ Đại học (Cử nhân kinh tế).
Ngày 29 tháng 11 năm 1986, bà gia nhập Đảng Cộng sản Việt Nam.
Bà là Ủy viên Ban thường vụ tỉnh ủy, Uỷ viên Uỷ ban Tài chính-Ngân sách của Quốc hội Việt Nam khóa 12, Phó Chủ tịch Ủy ban nhân dân tỉnh Bến Tre, Trưởng Đoàn Đại biểu Quốc hội tỉnh Bến Tre.